# Danh sách thiên thể NGC (2001-3000)
Đây là danh sách các thiên thể NGC 2001 – 3000 từ Danh mục chung mới về các tinh vân và cụm sao (NGC). Danh mục thiên văn bao gồm chủ yếu các quần tinh, tinh vân và thiên hà. Các đối tượng khác trong danh mục có thể được tìm thấy trong các trang con khác của danh sách các thiên thể NGC.
Thông tin về chòm sao trong các bảng này được lấy từ Danh mục chung mới về các tinh vân và cụm sao của Jjiko. LE Dreyer, được truy cập bằng "Dịch vụ VizieR". Các loại thiên hà được xác định bằng Cơ sở dữ liệu ngoài thiên hà của NASA / IPAC. Dữ liệu khác của các bảng này là từ Cơ sở dữ liệu thiên văn SIMBAD  trừ khi có quy định khác.

## 2001–2100
| Số NGC | Tên khác                                  | Loại thiên thể            | Chòm sao  | Xích kinh (J2000) | Xích vĩ (J2000) | Cấp sao biểu kiến |
| ------ | ----------------------------------------- | ------------------------- | --------- | ----------------- | --------------- | ----------------- |
| 2001   |                                           | Hiệp hội sao              | Kiếm Ngư  | 05h 29m 02s       | −68° 46′ 18″    |                   |
| 2002   |                                           | Cụm sao mở                | Kiếm Ngư  | 05h 30m 20.4s     | −66° 53′ 03″    | 10.8              |
| 2003   |                                           | Cụm sao mở                | Kiếm Ngư  | 05h 30m 54s       | −66° 28′        | 11.3              |
| 2004   |                                           | Cụm sao mở                | Kiếm Ngư  | 05h 30m 40s       | −67° 17′ 18″    |                   |
| 2005   |                                           | Cụm sao mở                | Kiếm Ngư  | 05h 30m 09s       | −69° 45′        | 11.6              |
| 2006   |                                           | Cụm sao mở                | Kiếm Ngư  | 05h 31m 19s       | −66° 58′ 24″    | 10.9              |
| 2007   |                                           | Thiên hà xoắn ốc có thanh | Hội Giá   | 05h 34m 59s       | −50° 55′ 18″    |                   |
| 2008   |                                           | Thiên hà xoắn ốc          | Hội Giá   | 05h 35m 04s       | −50° 58′        |                   |
| 2009   |                                           | Cụm sao mở                | Kiếm Ngư  | 05h 30m 59s       | −69° 10′ 48″    | 11.0              |
| 2010   |                                           | Cụm sao mở                | Sơn Án    | 05h 30m 35s       | −70° 49′ 06″    | 11.7              |
| 2011   |                                           | Quần tinh                 | Kiếm Ngư  | 05h 32m 19s       | −67° 31′ 24″    | 10.6              |
| 2012   |                                           | Thiên hà xoắn ốc          | Sơn Án    | 05h 22m 35s       | −79° 51′ 06″    |                   |
| 2013   |                                           | Cụm sao mở                | Ngự Phu   | 05h 44m 01s       | 55° 47′ 36″     |                   |
| 2014   |                                           | Hiệp hội sao              | Kiếm Ngư  | 05h 32m 24s       | −67° 41′        | 9.0               |
| 2015   |                                           | Hiệp hội sao              | Kiếm Ngư  | 05h 32m 06s       | −69° 14′ 36″    | 10.4              |
| 2016   |                                           | Cụm sao mở                | Sơn Án    | 05h 31m 38s       | −69° 56′ 48″    |                   |
| 2017   |                                           | Cụm sao mở                | Thiên Thố | 05h 39m 16s       | −17° 50′ 58″    |                   |
| 2018   |                                           | Hiệp hội sao              | Sơn Án    | 05h 31m 21s       | −71° 4′ 11″     | 10.9              |
| 2019   |                                           | Cụm sao cầu               | Sơn Án    | 05h 31m 56s       | −70° 9′ 36″     | 10.9              |
| 2020   |                                           | Tinh vân khuếch tán       | Kiếm Ngư  | 05h 33m 12s       | −67° 43′        |                   |
| 2021   |                                           | Hiệp hội sao              | Kiếm Ngư  | 05h 33m 30s       | −67° 27′        | 12.1              |
| 2022   |                                           | Tinh vân hành tinh        | Lạp Hộ    | 05h 42m 06.2s     | +09° 05′ 11″    | 14.2              |
| 2023   |                                           | Tinh vân khuếch tán       | Lạp Hộ    | 05h 41m 37.9s     | −02° 15′ 52″    |                   |
| 2024   | Tinh vân Ngọn Lửa                         | Tinh vân phát xạ          | Lạp Hộ    | 05h 41m 43s       | −01° 51′        |                   |
| 2025   |                                           | Cụm sao mở                | Sơn Án    | 05h 32m 33s       | −71° 43′        | 10.9              |
| 2026   | Không tồn tại                             | Không xác định            | Kim Ngưu  | 05h 43m 12s       | 20° 07′ 60″     |                   |
| 2027   |                                           | Quần tinh                 | Kiếm Ngư  | 05h 35m           | −66° 55′        | 11.0              |
| 2028   |                                           | Cụm sao mở                | Sơn Án    | 05h 33m 49s       | −69° 57′ 06″    | 12.9              |
| 2029   |                                           | Tinh vân phát xạ          | Kiếm Ngư  | 05h 35m 38s       | −66° 02′        | 12.3              |
| 2030   | (Một phần của Tinh vân Seagull)           | Tinh vân phát xạ          | Kiếm Ngư  | 05h 35m 01s       | −67° 33′ 18″    |                   |
| 2031   |                                           | Cụm sao cầu               | Sơn Án    | 05h 33m 41s       | −70° 59′ 12″    | 10.8              |
| 2032   | Tinh vân Seagull                          | Tinh vân phát xạ          | Kiếm Ngư  | 05h 35m 20s       | −67° 34′ 37″    |                   |
| 2033   |                                           | Hiệp hội sao              | Kiếm Ngư  | 05h 34m 31s       | −69° 46′ 48″    | 11.6              |
| 2034   |                                           | Hiệp hội sao              | Kiếm Ngư  | 05h 35m 32s       | −66° 54′ 12″    |                   |
| 2035   | (Một phần của Tinh vân Seagull)           | Tinh vân phát xạ          | Kiếm Ngư  | 05h 35m 31s       | −67° 35′ 03″    | 11.0              |
| 2036   |                                           | Cụm sao mở                | Sơn Án    | 05h 34m 31s       | −70° 04′        | 12.8              |
| 2037   |                                           | Quần tinh                 | Kiếm Ngư  | 05h 35m           | −69° 43′ 54″    | 10.3              |
| 2038   |                                           | Cụm sao mở                | Sơn Án    | 05h 34m 41s       | −70° 33′ 42″    | 11.9              |
| 2039   | Không tồn tại                             | Không xác định            | Lạp Hộ    | 05h 44m           | 08° 41′ 30″     |                   |
| 2040   | (Nằm trong Tinh vân Seagull)              | Cụm sao mở                | Kiếm Ngư  | 05h 36m 06s       | −67° 34′ 01″    | 11.5              |
| 2041   |                                           | Cụm sao mở                | Kiếm Ngư  | 05h 36m 28s       | −66° 59′ 24″    | 10.4              |
| 2042   |                                           | Quần tinh                 | Kiếm Ngư  | 05h 36m 10s       | −68° 55′ 24″    | 9.6               |
| 2043   |                                           | Cụm sao mở                | Sơn Án    | 05h 35m 56.7s     | −70° 04′ 23″    |                   |
| 2044   |                                           | Hiệp hội sao              | Kiếm Ngư  | 05h 36m 06s       | −69° 11′ 55″    | 10.6              |
| 2045   |                                           | Vật chất liên sao         | Kim Ngưu  | 05h 45m           | 12° 54′         |                   |
| 2046   |                                           | Cụm sao mở                | Sơn Án    | 05h 35m 38s       | −70° 14′ 30″    | 12.6              |
| 2047   |                                           | Cụm sao mở                | Sơn Án    | 05h 35m 53s       | −70° 11′ 42″    | 13.2              |
| 2048   |                                           | Tinh vân phát xạ          | Kiếm Ngư  | 05h 35m 55s       | −69° 39′        | 12.2              |
| 2049   |                                           | Thiên hà xoắn ốc          | Thiên Cáp | 05h 43m 15s       | −30° 04′ 42″    |                   |
| 2050   |                                           | Hiệp hội sao              | Kiếm Ngư  | 05h 36m 39s       | −69° 23′        | 9.3               |
| 2051   |                                           | Cụm sao mở                | Sơn Án    | 05h 36m 07s       | −71° 00′ 41″    | 11.7              |
| 2052   |                                           | Tinh vân phát xạ          | Kiếm Ngư  | 05h 37m 11s       | −69° 46′ 27″    |                   |
| 2053   |                                           | Cụm sao mở                | Kiếm Ngư  | 05h 37m 40s       | −67° 24′ 47″    | 12.2              |
| 2054   | Không tồn tại                             | Không xác định            | Lạp Hộ    | 05h 45m 15s       | −10° 04′ 59″    |                   |
| 2055   |                                           | Hiệp hội sao              | Kiếm Ngư  | 05h 36m 45s       | −69° 29′ 55″    | 8.4               |
| 2068   | Messier 78                                | Tinh vân khuếch tán       | Lạp Hộ    | 05h 46m 46.7s     | +00° 00′ 50″    | 8.0               |
| 2070   | 30 Doradus (nằm trong Tinh vân Tarantula) | Cụm sao mở                | Kiếm Ngư  | 05h 38m 42s       | −69° 06′        | 7.3               |
| 2071   |                                           | Tinh vân phản xạ          | Lạp Hộ    | 05h 47m 07.2s     | 00° 17′ 39″     |                   |
| 2074   | GC 1272, JH 2942                          | Tinh vân phát xạ          | Kiếm Ngư  | 05h 39m 03.0s}    | −69° 29′ 54″    | ~8                |
| 2080   |                                           | Cụm sao mở                | Kiếm Ngư  | 05h 39m 44s       | −69° 39′        | 10.4              |
| 2090   |                                           | Thiên hà xoắn ốc          | Thiên Cáp | 05h 47m 02.3s     | −34° 15′ 05″    | 11.9              |
| 2099   | Messier 37                                | Cụm sao mở                | Ngự Phu   | 05h 52m 19s       | +32° 33′        | 6.2               |
| 2100   |                                           | Cụm sao mở                | Kiếm Ngư  | 05h 42m 09s       | −69° 12′ 43″    | 9.6               |

## 2101–2200
| Số NGC | Tên khác             | Loại thiên thể      | Chòm sao | Xích kinh (J2000) | Xích vĩ (J2000) | Cấp sao biểu kiến |
| ------ | -------------------- | ------------------- | -------- | ----------------- | --------------- | ----------------- |
| 2129   |                      | Cụm sao mở          | Song Tử  | 06h 01m 06s       | +23° 19′ 20″    | 6.7               |
| 2130   |                      | Cụm sao cầu         | Kiếm Ngư | 05h 52m 23.8s     | −67° 20′ 03″    | 12.0              |
| 2146   |                      | Thiên hà xoắn ốc    | Lộc Báo  | 06h 18m 37.5s     | +78° 21′ 21″    | 11.1              |
| 2158   |                      | Cụm sao mở          | Song Tử  | 06h 07m 25s       | +24° 06′        | 9.5               |
| 2164   | ESO 57-SC62          | Cụm sao mở          | Kiếm Ngư | 05h 58m 54.0s     | −68° 31′ 00″    |                   |
| 2168   | Messier 35           | Cụm sao mở          | Song Tử  | 06h 09m           | +24° 21′        | 5.3               |
| 2169   |                      | Cụm sao mở          | Lạp Hộ   | 06h 08m 32.5s     | +13° 57′ 57″    | 6.0               |
| 2170   |                      | Tinh vân khuếch tán | Kỳ Lân   | 06h 07m 48s       | −06° 23′        |                   |
| 2171   |                      | Cụm sao mở          | Sơn Án   | 05h 58m 26.2s     | −70° 39′ 15″    |                   |
| 2172   |                      | Cụm sao mở          | Kiếm Ngư | 06h 00m 05s       | −68° 38′        | 11.9              |
| 2173   |                      | Cụm sao cầu         | Sơn Án   | 05h 57m 39.7s     | −72° 58′ 41″    | 12.7              |
| 2174   |                      | Tinh vân khuếch tán | Lạp Hộ   | 06h 10m           | +20° 30′        | 6.8               |
| 2175   | (nằm trong NGC 2174) | Cụm sao mở          | Lạp Hộ   | 06h 10m           | +20° 30′        | 6.8               |
| 2194   |                      | Cụm sao mở          | Lạp Hộ   | 06h 13m 42.4s     | +12° 48′ 06″    | 9.0               |

## 2201–2300
| Số NGC | Tên khác                                                     | Loại thiên thể          | Chòm sao   | Xích kinh (J2000) | Xích vĩ (J2000) | Cấp sao biểu kiến |
| ------ | ------------------------------------------------------------ | ----------------------- | ---------- | ----------------- | --------------- | ----------------- |
| 2204   |                                                              | Cụm sao mở              | Đại Khuyển | 06h 15m 09s       | −18° 39′        | 9.4               |
| 2207   |                                                              | Thiên hà xoắn ốc        | Đại Khuyển | 06h 16m 22.1s     | −21° 22′ 20″    | 11.4              |
| 2230   | Abell 3389                                                   | Quần tụ thiên hà        | Kiếm Ngư   | 06h 21m 27.5s     | −64° 59′ 34″    | 13.1              |
| 2237   | (Một phần của Tinh vân Mân Khôi)                             | Tinh vân khuếch tán     | Kỳ Lân     | 06h 33m 45s       | +05° 00′        | 9                 |
| 2238   | (Một phần của Tinh vân Mân Khôi)                             | Tinh vân khuếch tán     | Kỳ Lân     | 06h 33m           | +05°            | 9                 |
| 2239   | (nằm trong Tinh vân Mân Khôi)                                | Cụm sao mở              | Kỳ Lân     | 06h 32m           | +04° 56′        | 5.3               |
| 2244   | Cụm sao Vệ Tinh (nằm trong Tinh vân Mân Khôi)                | Cụm sao mở              | Kỳ Lân     | 06h 30m 55.8s     | +04° 58′ 30″    | 5.3               |
| 2246   | (Một phần của Tinh vân Mân Khôi)                             | Tinh vân khuếch tán     | Kỳ Lân     | 06h 32m           | +05° 07′        | 9                 |
| 2261   | Hubble's Variable Nebula                                     | Tinh vân khuếch tán     | Kỳ Lân     | 06h 39m 10s       | +08° 45′        |                   |
| 2264   | Cụm Cây thông Giáng sinh; Cụm Bông tuyết; Tinh vân Lông Cáo. | Cụm sao mở              | Kỳ Lân     | 06h 41m           | +09° 53′        | 3.9               |
| 2266   |                                                              | Cụm sao mở              | Song Tử    | 06h 43m           | +26° 58′        | 9.5               |
| 2276   |                                                              | Thiên hà xoắn ốc        | Tiên Vương | 07h 27m 17.5s     | +85° 45′ 14″    | 12.3              |
| 2286   |                                                              | Cụm sao mở              | Kỳ Lân     | 06h 48m           | −03° 10′        | 8.2               |
| 2287   | Messier 41                                                   | Cụm sao mở              | Đại Khuyển | 06h 46m           | −20° 46′        | 4.9               |
| 2298   |                                                              | Cụm sao cầu             | Thuyền Vĩ  | 06h 48m 59.2s     | −36° 00′ 19″    | 10.8              |
| 2299   |                                                              | Cụm sao mở              | Kỳ Lân     | 06h 51m           | −07° 00′        |                   |
| 2300   |                                                              | Thiên hà dạng thấu kính | Tiên Vương | 07h 32m 21.8s     | +85° 42′ 32″    | 12.2              |

## 2301–2400
| Số NGC | Tên khác                                           | Loại thiên thể                 | Chòm sao   | Xích kinh (J2000) | Xích vĩ (J2000) | Cấp sao biểu kiến |
| ------ | -------------------------------------------------- | ------------------------------ | ---------- | ----------------- | --------------- | ----------------- |
| 2323   | Messier 50                                         | Cụm sao mở                     | Kỳ Lân     | 07h 02m 48s       | −08° 23′        | 6.3               |
| 2336   |                                                    | Thiên hà xoắn ốc               | Lộc Báo    | 07h 27m 03.7s     | +80° 10′ 42″    | 13.5              |
| 2346   |                                                    | Tinh vân hành tinh             | Kỳ Lân     | 07h 09m 22.5s     | −00° 48′ 24″    | 10.8              |
| 2349   |                                                    | Cụm sao mở                     | Kỳ Lân     | 07h 11m           | −08° 36′        |                   |
| 2359   | Tinh vân Mũ Của Thor, Gum 4                        | Tinh vân khuếch tán            | Đại Khuyển | 07h 18m 30s       | −13° 14′        |                   |
| 2360   | Cụm sao của Caroline                               | Cụm sao mở                     | Đại Khuyển | 07h 18m           | −15° 38′        | 7.6               |
| 2362   | Cụm Tau Canis Majoris                              | Cụm sao mở                     | Đại Khuyển | 07h 19m           | −24° 59′        | 4.1               |
| 2363   | (Nằm trong NGC 2366)                               | Tinh vân khuếch tán            | Lộc Báo    | 07h 28m 29.8s     | +69° 11′ 33″    | 15.5              |
| 2366   |                                                    | Thiên hà vô định hình có thanh | Lộc Báo    | 07h 28m 51.9s     | +69° 12′ 31″    | 11.4              |
| 2371   | (Bản sao của NGC 2372; còn được gọi là NGC 2371-2) | Tinh vân hành tinh             | Song Tử    | 07h 25m 34.7s     | +29° 29′ 26″    | 14.5              |
| 2372   | (Bản sao của NGC 2371; còn được gọi là NGC 2371-2) | Cụm sao mở                     | Song Tử    | 07h 25m 34.7s     | +29° 29′ 26″    | 14.5              |
| 2374   |                                                    | Cụm sao mở                     | Đại Khuyển | 07h 25m 54.0s     | −13° 16′ 0.0″   | 8.0               |
| 2392   |                                                    | Tinh vân hành tinh             | Song Tử    | 07h 29m 10.8s     | +20° 54′ 42″    | 10.3              |

## 2401–2500
| Số NGC | Tên khác               | Loại thiên thể     | Chòm sao    | Xích kinh (J2000) | Xích vĩ (J2000) | Cấp sao biểu kiến |
| ------ | ---------------------- | ------------------ | ----------- | ----------------- | --------------- | ----------------- |
| 2403   |                        | Thiên hà xoắn ốc   | Lộc Báo     | 07h 36m 50.6s     | +65° 36′ 10″    | 8.9               |
| 2409   |                        | Cụm sao mở         | Thuyền Vĩ   | 07h 32m           | −17° 11′        | 7.5               |
| 2419   |                        | Cụm sao cầu        | Thiên Miêu  | 07h 38m 08.5s     | +38° 52′ 55″    | 9.06              |
| 2422   | Messier 47             | Cụm sao mở         | Thuyền Vĩ   | 07h 37m           | −14° 29′        | 4.4               |
| 2437   | Messier 46             | Cụm sao mở         | Thuyền Vĩ   | 07h 42m           | −14° 49′        | 6.3               |
| 2438   |                        | Tinh vân hành tinh | Thuyền Vĩ   | 07h 41m 51.4s     | −14° 43′ 55″    | 10.8              |
| 2440   |                        | Tinh vân hành tinh | Thuyền Vĩ   | 07h 41m 54.9s     | −18° 12′ 30″    | 18.9              |
| 2442   |                        | Thiên hà xoắn ốc   | Phi Ngư     | 07h 36m 23.9s     | −69° 31′ 47″    | 11.2              |
| 2443   | (Bản sao của NGC 2442) | Thiên hà xoắn ốc   | Phi Ngư     | 07h 36m 23.9s     | −69° 31′ 47″    | 11.2              |
| 2447   | Messier 93             | Cụm sao mở         | Thuyền Vĩ   | 07h 45m           | −23° 52′        | 6.6               |
| 2451   |                        | Cụm sao mở         | Thuyền Vĩ   | 07h 45m           | −37° 58′        | 10.0              |
| 2460   |                        | Thiên hà xoắn ốc   | Lộc Báo     | 07h 56m 52.4s     | +60° 20′ 57″    | 12.5              |
| 2477   |                        | Cụm sao mở         | Thuyền Vĩ   | 07h 52m           | −38° 32′        | 6.6               |
| 2491   |                        | Thiên hà           | Tiểu Khuyển | 07h 58m 27.4s     | +07° 59′ 02″    | 15.6              |
| 2500   |                        | Thiên hà xoắn ốc   | Thiên Miêu  | 08h 01m 53.2s     | +50° 44′ 13″    | 12.3              |

## 2501–2600
| Số NGC | Tên khác          | Loại thiên thể          | Chòm sao    | Xích kinh (J2000) | Xích vĩ (J2000) | Cấp sao biểu kiến |
| ------ | ----------------- | ----------------------- | ----------- | ----------------- | --------------- | ----------------- |
| 2516   |                   | Cụm sao mở              | Thuyền Để   | 07h 58m           | −60° 45′        | 3.8               |
| 2535   |                   | Thiên hà xoắn ốc        | Cự Giải     | 08h 11m 13.6s     | +25° 12′ 24″    | 13.0              |
| 2536   |                   | Thiên hà xoắn ốc        | Cự Giải     | 08h 11m 16.1s     | +25° 10′ 45″    | 14.5              |
| 2537   | Thiên hà Chân Gấu | Thiên hà vô định hình   | Thiên Miêu  | 08h 13m 14.6s     | +45° 59′ 30″    | 11.7              |
| 2541   |                   | Thiên hà xoắn ốc        | Thiên Miêu  | 08h 14m 40.4s     | +49° 03′ 42″    | 13.0              |
| 2546   |                   | Cụm sao mở              | Thuyền Vĩ   | 08h 12m           | −37° 37′        | 6.5               |
| 2547   |                   | Cụm sao mở              | Thuyền Phàm | 08h 10m 25.7s     | −49° 10′ 03″    | 4.8               |
| 2548   | Messier 48        | Cụm sao mở              | Trường Xà   | 08h 14m           | −05° 45′        | 6.1               |
| 2549   |                   | Thiên hà dạng thấu kính | Thiên Miêu  | 08h 18m 58.4s     | +57° 48′ 10″    | 12.1              |
| 2550   |                   | Thiên hà xoắn ốc        | Lộc Báo     | 08h 24m 33.9s     | +74° 00′ 43″    | 13.1              |
| 2551   |                   | Thiên hà xoắn ốc        | Lộc Báo     | 08h 24m 50.5s     | +73° 24′ 44″    | 12.7              |
| 2552   |                   | Thiên hà vô định hình   | Thiên Miêu  | 08h 19m 19.6s     | +50° 00′ 28″    | 13.5              |

## 2601–2700
| Số NGC | Tên khác                   | Loại thiên thể            | Chòm sao   | Xích kinh (J2000) | Xích vĩ (J2000) | Cấp sao biểu kiến |
| ------ | -------------------------- | ------------------------- | ---------- | ----------------- | --------------- | ----------------- |
| 2608   |                            | Thiên hà xoắn ốc có thanh | Cự Giải    | 08h 17m .3s       | +28° 28′ 22″    | 13.01             |
| 2632   | Messier 44; Cụm sao Tổ Ong | Cụm sao mở                | Cự Giải    | 08h 40m           | +19° 41′        | 3.2               |
| 2682   | Messier 67                 | Cụm sao mở                | Cự Giải    | 08h 51m 18s       | +11° 48′        | 6.9               |
| 2683   |                            | Thiên hà xoắn ốc          | Thiên Miêu | 8h 52m 41.7s      | +33° 25′ 10″    | 9.7               |

## 2701–2800
| Số NGC | Tên khác              | Loại thiên thể          | Chòm sao    | Xích kinh (J2000) | Xích vĩ (J2000) | Cấp sao biểu kiến |
| ------ | --------------------- | ----------------------- | ----------- | ----------------- | --------------- | ----------------- |
| 2715   |                       | Thiên hà xoắn ốc        | Lộc Báo     | 09h 08m 06.1s     | +78° 05′ 07″    | 11.9              |
| 2736   | Tinh vân Bút Chì      | Tinh vân khuếch tán     | Thuyền Phàm | 09h 00m           | −45° 57′        |                   |
| 2770   | Nhà máy Siêu tân tinh | Thiên hà xoắn ốc        | Thiên Miêu  | 09h 09m 33.7s     | +33° 07′ 25″    | 12.0              |
| 2775   |                       | Thiên hà xoắn ốc        | Cự Giải     | 09h 10m 20.1s     | +07° 02′ 18″    | 11.4              |
| 2787   |                       | Thiên hà dạng thấu kính | Đại Hùng    | 09h 19m 18.9s     | +69° 12′ 12″    | 11.7              |
| 2798   |                       | Thiên hà xoắn ốc        | Thiên Miêu  | 09h 17m 23.0s     | +41° 59′ 58″    | 13.2              |
| 2799   |                       | Thiên hà vô định hình   | Thiên Miêu  | 09h 17m 31.2s     | +41° 59′ 36″    | 14.4              |

## 2801–2900
| Số NGC | Tên khác | Loại thiên thể                           | Chòm sao    | Xích kinh (J2000) | Xích vĩ (J2000) | Cấp sao biểu kiến |
| ------ | -------- | ---------------------------------------- | ----------- | ----------------- | --------------- | ----------------- |
| 2808   |          | Cụm sao cầu                              | Thuyền Để   | 09h 12m 02.6s     | −64° 51′ 46″    | 7.8               |
| 2812   |          | Thiên hà dạng thấu kính/Thiên hà xoắn ốc | Cự Giải     | 09h 17m 40.8s     | +19° 55′ 08″    | 15.7              |
| 2813   |          | Thiên hà dạng thấu kính                  | Cự Giải     | 09h 17m 45.4s     | +19° 54′ 24″    | 12.4              |
| 2818   |          | Tinh vân hành tinh                       | La Bàn      | 09h 16m 01.7s     | −36° 37′ 39″    | 12.5              |
| 2818a  |          | Cụm sao mở                               | La Bàn      |                   |                 |                   |
| 2841   |          | Thiên hà xoắn ốc                         | Đại Hùng    | 09h 22m 02.0s     | +50° 58′ 40″    | 9.9               |
| 2859   |          | Thiên hà dạng thấu kính                  | Tiểu Sư     | 09h 24m 18.7s     | +34° 30′ 49″    | 11.8              |
| 2865   |          | Thiên hà elip                            | Trường Xà   | 09h 23m 30s       | −23° 09′ 41″    | 11.43             |
| 2867   |          | Tinh vân hành tinh                       | Thuyền Để   | 09h 21m 25.4s     | −58° 18′ 401″   | 12.0              |
| 2899   |          | Tinh vân hành tinh                       | Thuyền Phàm |                   |                 | 12.0              |

## 2901–3000
| Số NGC | Tên khác               | Loại thiên thể        | Chòm sao    | Xích kinh (J2000) | Xích vĩ (J2000) | Cấp sao biểu kiến |
| ------ | ---------------------- | --------------------- | ----------- | ----------------- | --------------- | ----------------- |
| 2903   |                        | Thiên hà xoắn ốc      | Sư Tử       | 09h 32m 09.7s     | +21° 30′ 03″    | 9.8               |
| 2915   |                        | Thiên hà vô định hình | Yển Diên    | 09h 26m 11.5s     | −76° 37′ 35″    | 13.2              |
| 2935   |                        | Thiên hà xoắn ốc      | Trường Xà   | 09h 36m 44.6s     | −21° 07′ 41″    | 10.9              |
| 2936   |                        | Tương tác thiên hà    | Trường Xà   | 09h 37m 44.148s   | +02° 45′ 38.95″ | 12.85             |
| 2964   |                        | Thiên hà xoắn ốc      | Sư Tử       | 09h 42m 54.2s     | +31° 50′ 49″    | 12.0              |
| 2968   |                        | Thiên hà vô định hình | Sư Tử       | 09h 43m 12.1s     | +31° 55′ 42″    | 13.1              |
| 2972   |                        | Cụm sao mở            | Thuyền Phàm | 09h 40m 28.5s     | −50° 20′ 10″    | 10.7              |
| 2976   |                        | Thiên hà xoắn ốc      | Đại Hùng    | 09h 47m 15.5s     | +67° 55′ 03″    | 10.9              |
| 2997   |                        | Thiên hà xoắn ốc      | Tức Đồng    | 09h 45m 38.7s     | −31° 11′ 25″    | 10.3              |
| 2998   |                        | Thiên hà xoắn ốc      | Đại Hùng    | 09h 48m 43.6s     | +44° 04′ 51″    | 13.3              |
| 2999   | (Bản sao của NGC 2972) | Cụm sao mở            | Thuyền Phàm | 09h 40m 28.5s     | −50° 20′ 10″    | 10.7              |
| 3000   |                        | Sao đôi quang học     | Đại Hùng    | 09h 49m           | +44° 08′        |                   |